# Gastronomía de Irak

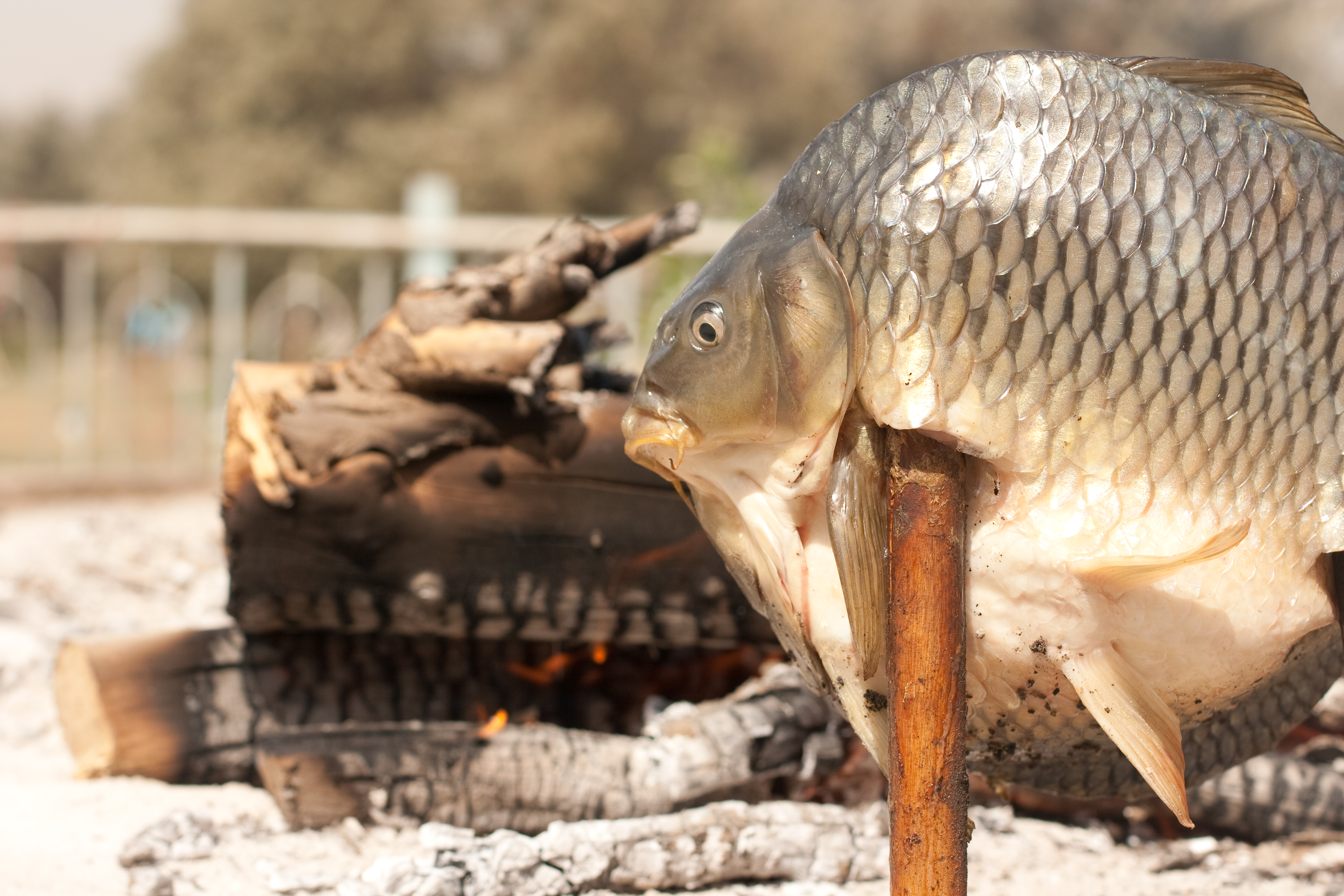
Masgouf, el plato nacional de Irak.

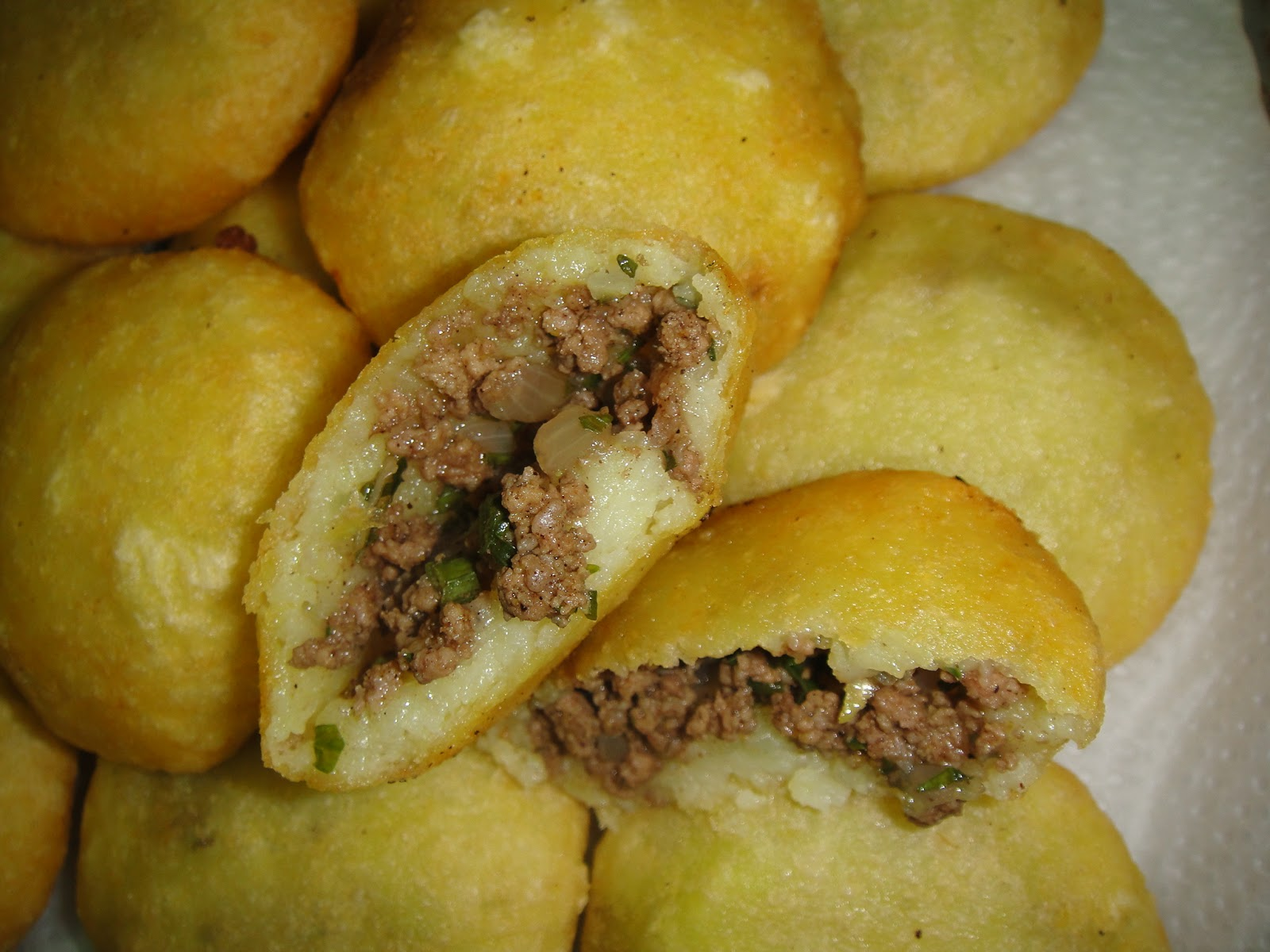
El kubbah o kibbe amarillo es una variante tradicional de Irak hecha con arroz, bulgur, carne y especias.

La gastronomía de Irak tiene una historia larga, de unos 10 000 años, remontándose a los pueblos kurdos, medos, sumerios, babilonios, asirios y antiguos persas. Tablillas encontradas en ruinas antiguas en Irak muestran recetas preparadas en los templos durante festivales religiosos —los primeros recetarios del mundo—. El antiguo Irak (o Mesopotamia) fue cuna de una civilización sofisticada y altamente adelantada, en todos los campos de conocimiento, incluyendo las artes culinarias. Sin embargo, fue en la Edad de oro del islam, cuando Bagdad era la capital del califato abasí (750-1258), que la cocina iraquí logró su auge. Hoy, la gastronomía de Irak refleja esta rica herencia, como influencias fuertes de las tradiciones culinarias del vecino Irán, Turquía y la región siria.
Las comidas comienzan con aperitivos y ensaladas —conocidos como meze—. Algunos platos incluyen kebab (a menudo marinado con ajo, limón y especias, y luego asado), gauss (emparedado de carne a la parrilla envuelto, similar al Döner kebab), bamia (estofado de cordero, ocra y tomate), quzi (cordero con arroz, almendras, pasas y especias), faláfel (croquetas de garbanzo fritas servidas con amba y ensalada en pan pita), kubbah (albóndiga de carne picada y trigo bulgur o arroz y especias), masgûf (pez a la parrilla con pimienta y tamarindo), y maqluba (un plato de arroz, cordero, tomate y berenjena). También son populares los platos vegetales rellenos, como dolma y mahshi.
El Irak contemporáneo refleja la misma división natural que la antigua Mesopotamia, con Asiria en el norte árido y Babilonia en la llanura aluvial del sur. En Al-Jazira (la antigua Assyria) crece el trigo y los cultivos que requieren frío invernal como manzanas y frutas de carozo. En Al-Irāq (Irak, la antigua Babilonia) crece arroz y cebada, frutas cítricas, y posiciona a Irak como el mayor productor de dátiles del mundo.

## Historia
Arqueólogos encontraron evidencias en excavaciones en Jarmo, en el noroeste de Irak, de que los pistachos eran una comida común tan temprano como el 6750 a. C.
Entre los textos antiguos descubiertos en Irak se encuentra un diccionario bilingüe sumerio-acadio, grabado en escritura cuneiforme sobre 24 tablillas de piedra aproximadamente en el 1900 a. C. Allí se listan términos para más de 800 elementos diferentes de alimentos y bebidas, incluidos 20 clases diferentes de queso, más de 100 variedades de sopa y 300 tipos de pan —cada cual con diferentes ingredientes, rellenos, formas o medidas—.
En una tablilla cuneiforme que data de Babilonia hacia 1700 a. C., encontrada 50 millas al sur de Bagdad, se hallaron 24 recetas para guisos de carne y verduras, enriquecidos y condimentados con puerros, cebolla, ajo, y especias y hierbas como cassia, comino, cilantro, menta, y eneldo. El estofado permaneció como un puntal de la gastronomía iraquí.

## Ingredientes
Algunos ingredientes característicos de la gastronomía iraquí incluyen:
- Verduras como berenjena, tomate, nabos, alubias, chalota, ocra, cebolla, lentejas, cress, patata, col, zucchini, espinaca, lechugas, puerros, alcachofas, ajo, pimientos morrones y chiles.
- Cereales como arroz, trigo bulgur y cebada.
- Legumbres como lentejas, garbanzos, judías verdes, gramos verdes, y cannellini.
- Frutas como olivas, dátiles, pasas, albaricoques, ciruelas, higos, uvas, melones, granada, manzanas, cerezas, membrillo, y frutas cítricas; naranja, limón y lima.
- Quesos como baladí, feta y halloumi.
- Hierbas y especias como canela, cardamomo, cilantro, fenogreco, comino, orégano, menta, estragón, tomillo, azafrán, lima seca, cassia, eneldo, cúrcuma, baharat, advié, sumac y zaʿatar.
- Frutos secos y semillas como sésamo, pistachos, almendras, nueces, avellanas y piñones.

Otros ingredientes esenciales incluyen: aceite de oliva, aceite de sésamo, tamarindo, vermicelli, tahini, miel, jarabe de fecha, yogur colado y agua de rosas. El cordero es la carne favorita pero también se come pollo, ternera, cerdo (a pesar de que la mayoría de la población es musulmana), cabra y pescado. La mayoría de platos están servidos con arroz —normalmente timman anbar, un arroz de grano largo amarillento, muy aromático, que crece en las provincias de Ambar y Cadisía—. El trigo bulgur se utiliza en muchos platos, siendo esencial en el país desde los días de los antiguos asirios. También lo es el pan plano, servido con una variedad de salsas, quesos, aceitunas y mermeladas en cada comida.

## Meze

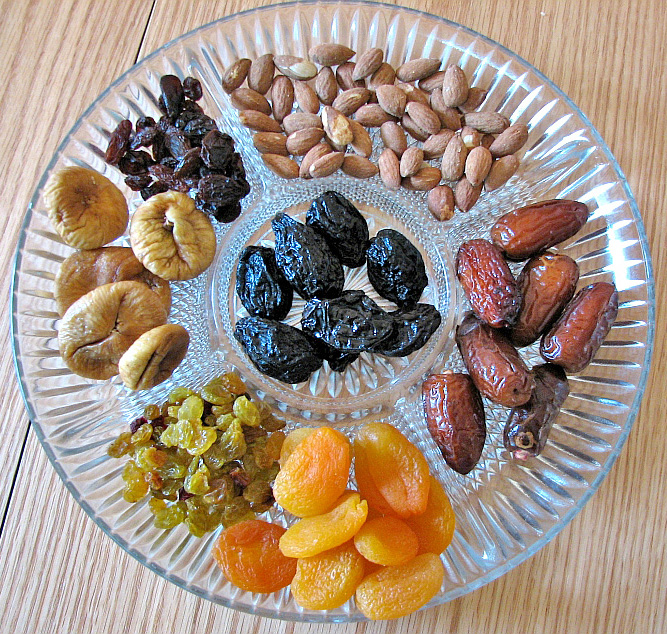
Dátiles, albaricoques, higos y ciruelas se secan para servir frutos secos.

Meze es una selección de aperitivos o platos pequeños que suele ir acompañado de una bebida alcohólica, como licores sazonados con anís tales como arak, ouzo, raki o diferentes vinos, similar al tapeo de España.
- Baytinijan maqli, un plato frío, consta de berenjena frita con tahini, lechuga, perejil y tomates, guarnecidos con sumac y servidos en pan pita o pan lactal, a menudo asado o tostado. Puede incluir pimiento morrón o una vinagreta de limón al ajo.
- Fattush, una ensalada hecha de diferentes hortalizas y trozos tostados o fritos de pan pita.
- Tabbule, una ensalada a menudo utilizada como parte de un meze. Sus principales ingredientes primarios son perejil finamente picado, bulgur, menta, tomate, cebolla de verdeo y otras hierbas con zumo de limón, aceite de oliva y varias sazones.
- Turshi, verduras encurtidas.
- Ensalada árabe.

## Salsas para mojar

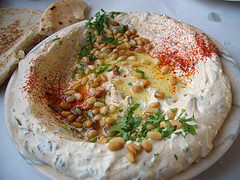
Hummus, con aceite de oliva y piñones.

- Baba ganush, pasta a base de puré de berenjena mezclada con varias sazones.
- Hummus, crema de puré de garbanzos, con tahini, aceite de oliva, zumo de limón, sal y ajo.
- Muhammara, salsa picante de chiles originaria de Aleppo, Siria.
- Tzatziki, un aperitivo de origen otomano, también utilizado como salsa para souvlaki y gyros. Está hecho de yogur con puré de pepinos, ajo, sal, aceite de oliva, pimienta, eneldo, a veces zumo de limón y perejil, o menta.

## Sopas y estofados

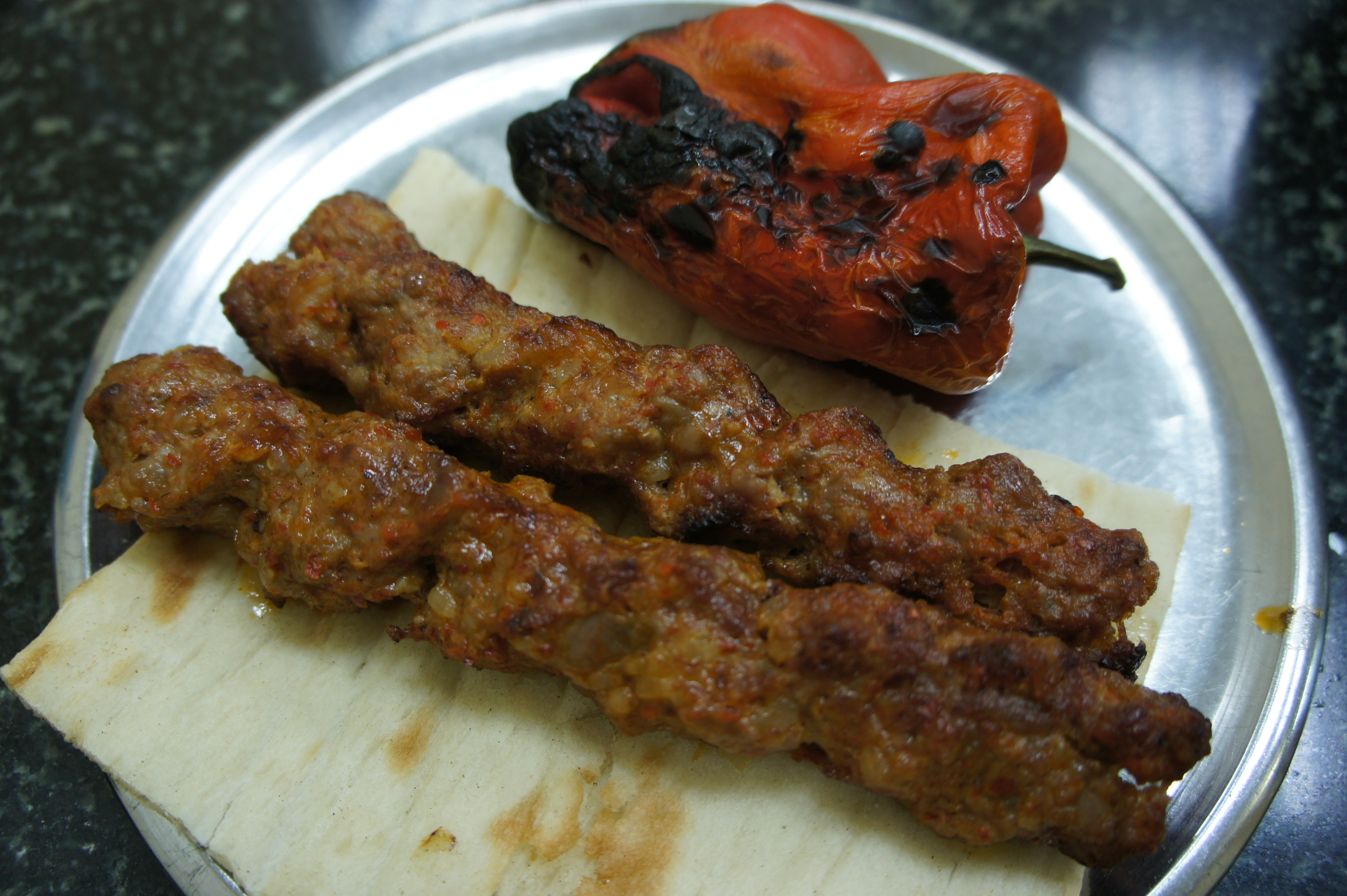
Kebab

Estofados servidos con arroz forman una parte importante de la gastronomía iraquí, característica compartida con la gastronomía iraní (véase joresht).
- Fasoulia, una sopa de alubias blancas secas, aceite de oliva, y verduras.
- Harissa, similar a keşkek, es una especie de gacha homogénea elaborada previamente con carne de pollo sin huesos junto con granos de trigo.
- Sopa de lentejas.
- Margat Bamia, o bamia, es un estofado hecho con ocra y cordero o cubos de ternera y salsa de tomate.
- Fesenyán, estofado hecho con jarabe de granada y nueces molidas, tradicionalmente realizado con aves de corral.
- Kebabs, un plato que consta de carne asada en un pincho. Las carnes más utilizadas son cordero y ternera, aunque también puede realizarse con pollo o pescado.[7]
- Qeema, estofado de carne picada, tomate y garbanzos, servido con arroz. Tradicionalmente, se prepara en el sur de Irak para la celebración anual de Ashura. El nombre qeema proviene del antiguo acadio y significa ‘picado finamente’.[8]
- Maqluba, un guisado de arroz y berenjena, literalmente traducido como "al revés". En ocasiones la berenjena es reemplazada por coliflor frita y normalmente incluye carne - a menudo cordero.
- Masgouf, un plato tradicional mesopotámico hecho con peces del Tigris. Se trata de pescado de agua dulce marinado con aceite de oliva, sal, cúrcuma y tamarindo, asado por horas. Se acompaña con limón, cebollas picadas y tomates, así como el pan plano realizado en horno de arcilla típico de Irak y Medio Oriente.[7][9]
- Margat Baytinijan, plato a base de berenjena típico de los Balcanes y Medio Oriente. Todas las versiones llevan berenjena salteada y tomate, generalmente con carne picada.
- Sopa de granada, llamada Shorbat Rumman en Irak. Está hecha de zumo y semillas de granada, arveja silvestre partida, ternera de tierra, hojas de menta, especias, y otros ingredientes.
- Quzi, cordero asado relleno.[7][9]
- Tashrib, una sopa hecha con cualquier cordero o pollo con o sin tomates comida con pan nan.
- Tahdig, un plato de costra de arroz.
- Tepsi baytinijan, un estofado iraquí. El ingrediente principal del plato es la berenjena, que es cortada y freída y luego cocinada por trozos de carne o albóndigas, tomate, cebollas y ajo.

## Empanadas y albóndigas
- Dolma, una serie de platos de verduras rellenas. Se suele utilizar hoja de parra. Calabacín, berenjena, tomate y morrón son generalmente utilizados como rellenos. El relleno puede o no incluir carne.
- Faláfel, una bola o croqueta frita hecha con garbanzos especiados o habas. Originalmente de Egipto, el falafel es un tipo de comida rápida en Medio Oriente, donde es también servido como meze.
- Kubba, un plato hecho de burgul, carne picada, y especias. La variedad más conocida es una albóndiga de bulgur en forma de torpedo rellena con carne y frita. Otras variedades son horneadas, hervidas e incluso crudas. Pueden tener diferentes formas.
- Kofta, una familia de platos de albóndigas o meatloaf de las cocinas hindú, balcánica y de Cercano Oriente. En la forma más sencilla, koftas constan de pelotas de trinchados o carne de tierra —normalmente la ternera o el cordero— mezclados con especias o cebollas. Las variedades vegetarianas incluyen lauki kofta, shahi aloo kofta, y malai kofta.
- Mantı, un tipo de empanada rellena con carne y verduras.
- Sarma.
- Samosa, una pequeña pasta frita o cocida, con cualquier forma triangular o de media luna.

## Carne procesada
- Pasaırma, carne de vaca secada al aire, propia de los antiguos países otomanos.
- Sujuk, una salchicha seca condimentada que es consumida desde los Balcanes a Oriente Medio y Asia Central.

## Platos de arroz
El arroz de grano largo es fundamental en la gastronomía iraquí. La palabra iraquí para arroz, timman, es única de Irak y tiene origen acadio.
El cocinado iraquí del arroz es similar al utilizado para el chelow iraní, un proceso de varios pasos que busca producir granos tiernos y esponjosos. Un aspecto prominente de este proceso es el hkaka, una costra de arroz que queda adherida al fondo de la cocción. Este difiere ligeramente del tahdig iraní, que es una sola pieza gruesa; el hkaka contiene algunos granos sueltos de arroz. Antes de servir, el hkaka se rompe en piezas de modo que todos los comensales reciban una porción junto con el arroz esponjoso.
- Dolma, la mezcla de carne de cordero o ternera picada con arroz se realiza generalmente en el mismo recipiente, junto a jugo de granada, usado en gran medida por los iraquíes del norte. Los asirios de Irak también pueden llamarlo yaprekh, término siríaco para hojas de parra rellenas. Los árabes iraquíes suelen servir dolma sin yogur. Pollo o costillas de ternera a menudo se añaden a la olla y se sirven con dolma en lugar de masta o khalwah. El dolma iraquí se suele cocinar y servir en una salsa a base de tomates. En Mosul, donde el dolma es muy popular, se incluyen calabacines, tomates, cebollas y pimientos.[6]
- Biryani, una serie de comidas a base de arroz con especias y carne o verduras. Se suele usar el arroz basmati, que fue traído de India por viajeros y mercaderes musulmanes persas, y es popular en Irak, Kuwait, Irán, Afganistán, Pakistán, Bangladés, India y entre musulmanes en Sri Lanka.
- Khichdi, una comida de origen indio hecho de arroz y lentejas.
- Mujaddara, plato de lentejas cocidas con trigo o arroz, acompañado de cebollas fritas en aceite de oliva.
- Pilaf.
- Tabeet, un pollo relleno con arroz, tomates, albaricoques secos y pasas, con un sabor fuerte a cardamomo.
- Quzi, un plato a base de arroz servido con cordero cocinado lento, nueces asadas y pasas.

## Sándwiches ywraps
- Sabich, pan pita relleno con berenjena frita y huevos duro.
- Shawarma, un wrap[7] compuesto de tiras de cordero, cabra, pollo, pavo, ternera o una combinación de carnes con verduras, dentro de un pan plano.

## Lácteos
- Queso baladí, un queso blanco, blando, de suave sabor.
- Ŷamid, laban (yogur colado) fuerte y seco proveniente de leche de las ovejas.
- Jibneh arabieh, un queso sencillo que se encuentra por todas partes del Medio Oriente. Tiene una textura abierta y un gusto suave similar al queso feta, pero menos salado.
- Geimar, un producto lácteo cremoso, similar a la nata montada, hecho en los Balcanes, Turquía, Irán, y otras naciones de Medio Oriente y Asia Central, realizado con leche de vaca o búfala.
- Labneh, yogur que ha sido introducido en una tela o bolsa de papel o filtro, tradicionalmente hecho de muselina, para sacar el suero de la leche, dando una consistencia entre el yogur y queso, y preservando un gusto ácido distintivo.

## Panes y pastas

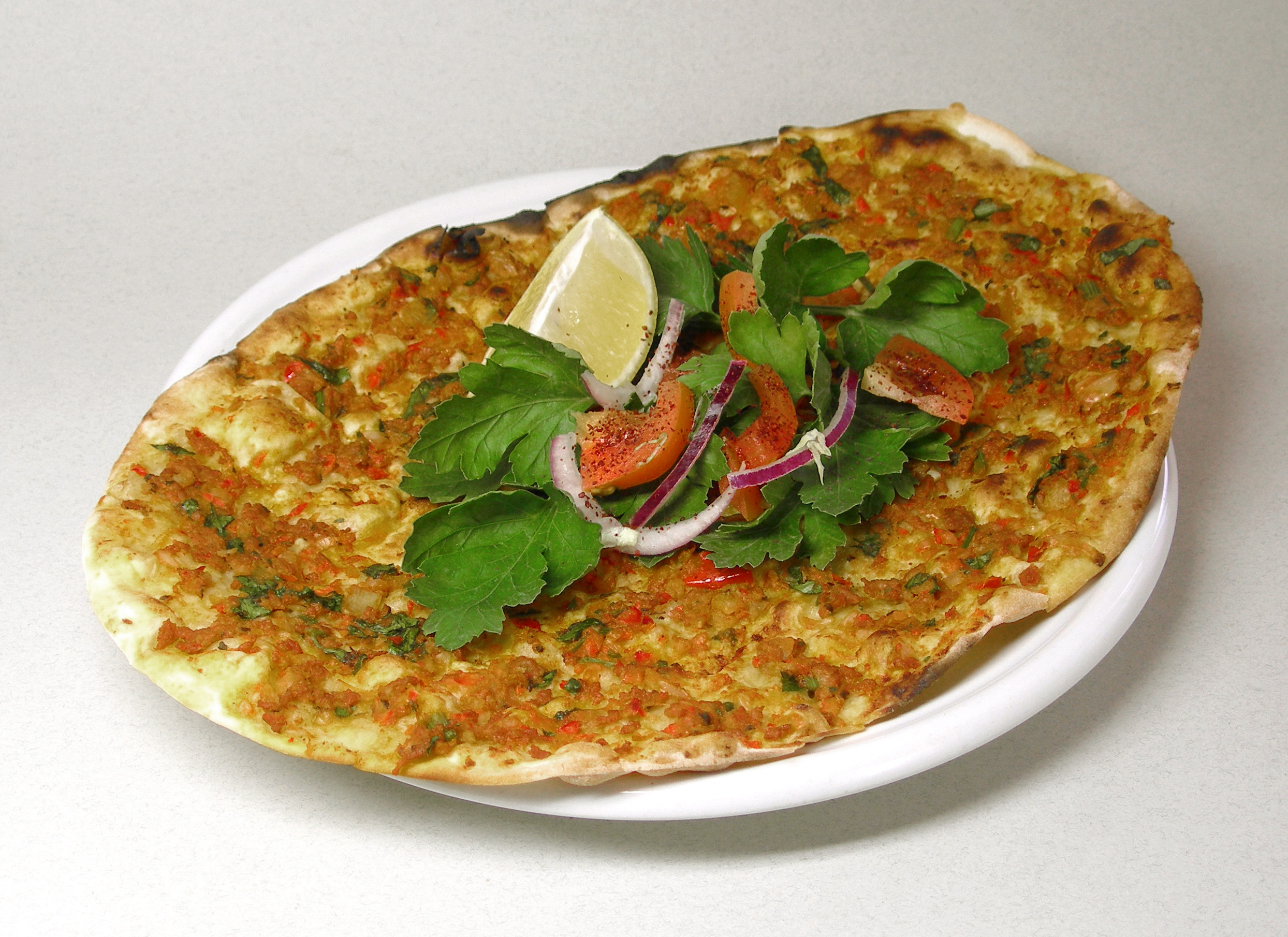
Lahm b'ajeen, guarnecido con perejil, tomate, cebolla roja, y un gajo de limón.

- Burek, un tipo de pastel horneado o frito realizado con una masa fina conocida como filo (o yufka), y relleno con queso (a menudo feta), carne picada, papas o verduras.
- Kaʿak, gran bollo con un agujero en el centro parecido a un dónut o bagel. Puede ser dulce o salado.
- Kahie, capas de masa filo consumidos tibios para el desayuno con crema kaymak y jarabe de azúcar.
- Khubz, un pan plano árabe alargado elaborado en un horno especial, más grande que un pita.
- Laffa, pan pita o naan iraquí.
- Lahmacun, pan plano delgado y redondo coronado con hierbas y carne picada.
- Lavash, pan plano blando y delgado.
- Manakish, una pizza o tostada a la que se le añaden diferentes ingredientes como tomillo, queso, o carne picada.
- Markook, un tipo de pan plano común en los países del Levante. Está cocido en un plancha de metal convexa o con forma de domo.
- Pan pita.
- Samoon, un pan plano y redondo, similar en textura y gusto al italiano ciabatta.[9]
- Sfiha, tipo de pizza elaborada tradicionalmente con carne de cordero. Son pasteles de carne abiertos, sin masa superior.

## Condimentos, salsas y especias

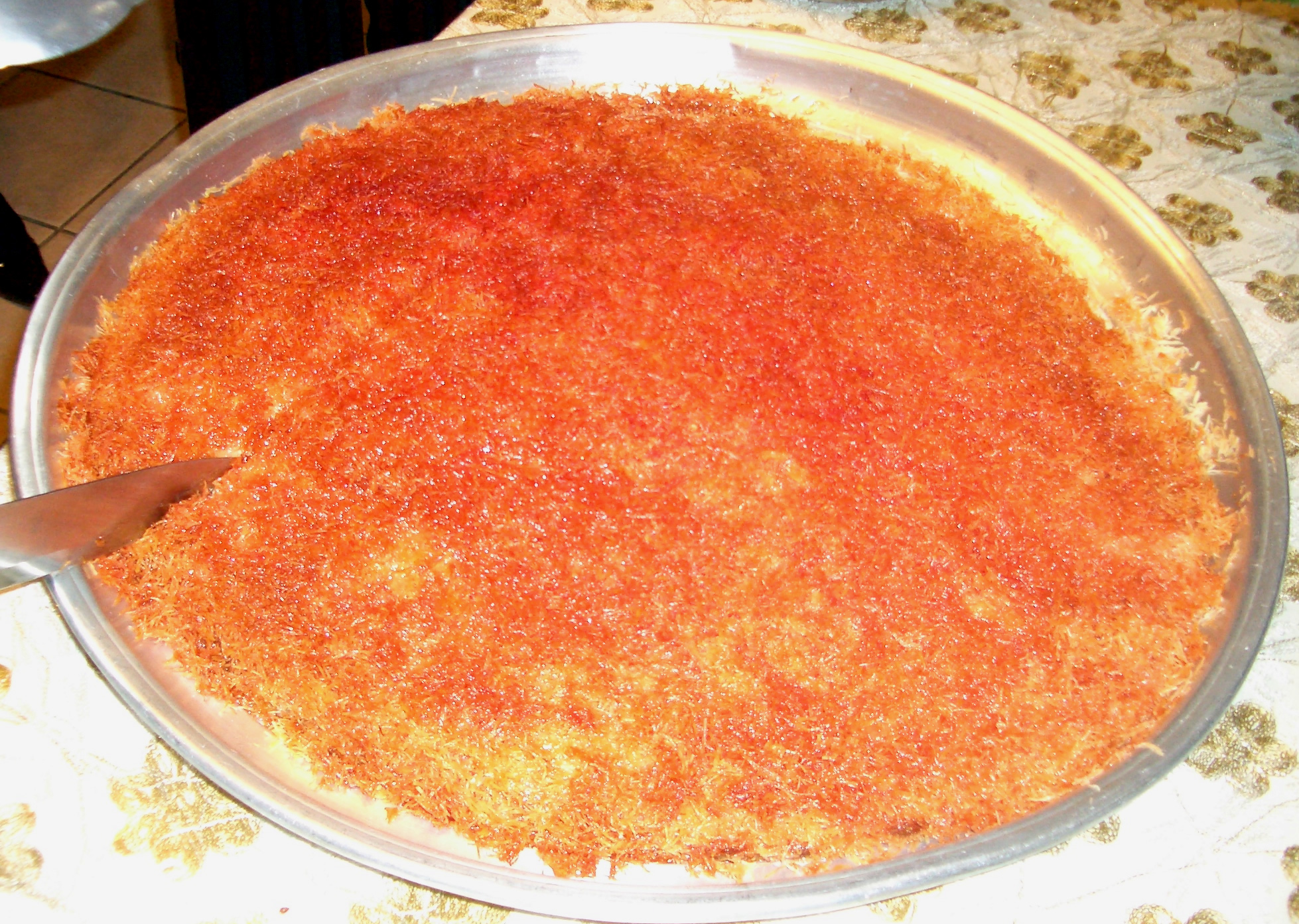
Kinafa, un dulce hecho con vermicelli, jarabe y agua de rosas

- Amba, encurtido picante de mango. Se lo suele usar de acompañamiento o ingrediente de sándwich.
- Baharat, una mezcla de especias. Los ingredientes típicos incluyen: allspice, pimienta negra, semillas de cardamomo, corteza de cassia, clavo, semillas de cilantro, semillas de comino, nuez moscada, chiles rojos secos o paprika.
- Jallab, un tipo de almíbar popular en el Oriente Medio preparado con algarroba, dátiles, melaza de uva y agua de rosas.
- Mahleb, una especia aromática hecha de las semillas del cerezo de Santa Lucía (Prunus mahaleb).
- Dibis, jarabe dulce y marrón obtenido a partir de extracto de dátil. Se suele mezclar con tahini para crear un dip.
- Agua de rosas.
- Tahini, pasta de semillas de sésamo molidas.
- Zaʿatar, mezcla de hierbas y especias utilizada como condimento.

## Postres

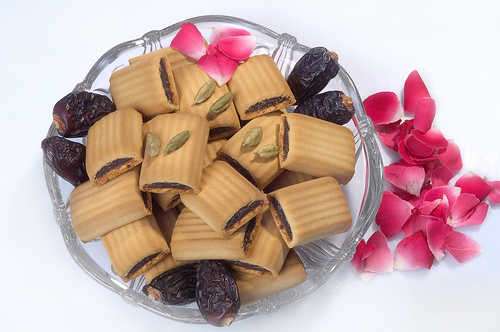
Una típica kleicha, galleta iraquí.

- Baklava, pastel elaborado con capas de masa filo[9] rellena con nueces trituradas y endulzado con jarabe o miel.
- Halva, dulce a base de sémola.
- Kanafeh, pastel de semolina o fideos similares a los vermicelli o a los cabellos de ángel, llamados kadaif, aplastados o enrollados, con mantequilla y queso.
- Kleicha, la galleta nacional de Irak. Puede encontrarse en varias formas y rellenos.
- Qatayef, postre árabe reservado para Ramadán, es una especie de crepe relleno con queso o frutos secos.
- Mann al-Sama.

## Bebidas
- Arak, bebida alcohólica destilada de gusto anisado.
- Cerveza, una bebida que se originó en Irak hace más de 6000 años.
- Café, bebida nacional de gusto fuerte y amargo.
- Sharbat, sirope preparado con frutas o pétalos de flores.
- Shinēna, bebida carbonatada natural basada en yogur.
- Té, también conocido como chai, es ampliamente consumido durante el día, especialmente en las mañanas, después de las comidas, y durante eventos sociales. Se prepara de una manera especial que incluye hervir té en agua caliente, luego pasarlo a una segunda tetera con agua hirviendo para que el té infusione. El té iraquí es considerablemente más fuerte, rico y dulce que los de los países vecinos, y suele infusionarse con cardamomo.